# The Ragged Curtain
The Ragged Curtain is het vierde studioalbum van Guy Manning. Het is uitgebracht onder de groepsnaam Manning. Het is opgenomen in 2002 in de Fairview Studios in Hull en de Burnside Studios in Leeds. Andy Tillison is weer terug in de titeltrack en geeft de muziek meteen een stevige karakter.

## Musici
- Guy Manning – zang, keyboards, gitaar, basgitaar, mandoline en slagwerk

met
- Rick Ashton – basgitaar
- Jonathan MacDonald Binns - slagwerk
- Laura Fowles – saxofoon en zang
- Gareth Harwood – gitaar
- Neil Harris – keyboards

met gastmusici
- Angela Goldthorpe van Mostly Autumn op dwarsfluit en blokfluit
- Andy Tillison van Parallel of 90 Degrees op orgel (Sea) en synthesizer (Sea en Waves)

## Composities
Allen van Manning behalve waar aangegeven:
1. A Ripple (from Ragged Curtains) (00:40)
2. The Marriage Of Heaven & Hell
  1. Tightrope (10:40)
  2. A Place To Hide (04:56)
  3. Where Do All The Madmen Go? (06:32)
  4. Stronger (05:33)
  5. What Is It Worth? (06:06)
3. The Weaver Of Dreams (07:37)
4. Ragged Curtains (25:55)
  1. Flow
  2. Sea
  3. Waves
  4. Stone
  5. Tides
  6. Sand
  7. Undertow
  8. Ebb

A Ripple is een soort prelude voor de latere track Ragged Curtains; The Marriage is een liederenbundel met vijf liedjes (vandaar dat aparte tijden zijn opgegeven) over menselijke verbintenissen, Ragged Curtains is een suite (geen aparte tijden).